# Bob Bass
Pour les articles homonymes, voir Bass.
Robert Eugene Bass, dit Bob Bass, né le 28 janvier 1929 à Tulsa en Oklahoma et mort le 17 août 2018 à San Antonio au Texas, est un entraîneur et dirigeant américain de basket-ball de NCAA, ABA et de NBA.

## Carrière
Sa carrière d'entraîneur professionnel démarra en ABA aux Rockets de Denvers (désormais Nuggets de Denver) en 1967, qu'il dirigea durant deux ans. Il entraîna par la suite l'équipe universitaire de Texas Tech Red Raiders pour une saison et demie de 1969 à 1971,. Par la suite, il rejoint The Floridians en ABA durant deux ans avant que l'équipe ne disparaisse à la fin de la saison 1972. La saison suivante, il rejoint les Memphis Tams, puis au début de la saison 1974-1975, Bass fut engagé par l'équipe ABA des Spurs de San Antonio, qu'il dirigea durant deux saisons, jusqu'à ce que la franchise intègre la NBA en 1976 à la suite de la fusion NBA-ABA.
Bass intégra alors l'équipe dirigeant des Spurs, assumant le rôle de General Manager. Au fil des ans, il assumera l'intérim sur le banc de touche à plusieurs reprises, en 1980, 1984 et 1992. À l'issue de la saison 1989-1990, Bass remporta le trophée de NBA Executive of the Year. Bass occupera par la suite le poste de General Manager des Hornets de la Nouvelle-Orléans en 1995; il remportera alors de nouveau ce trophée en 1997. Bob Bass prit sa retraite en 2004.